# Michał Miśkiewicz (muzyk)
Michał Miśkiewicz (ur. 23 maja 1977 w Warszawie) – polski perkusista jazzowy.
Od 1993 związany z zespołem Simple Acoustic Trio. Od 1994, razem z dwoma pozostałymi członkami zespołu, współpracował z trębaczem Tomaszem Stańko, z którym nagrali muzykę teatralną i filmową (Balladyna – Theatre Play Compositions, Roberto Zucco, Egzekutor). Współpraca okazała się tak dobra, że wszyscy trzej młodzi muzycy utworzyli Tomasz Stańko Quartet nagrywając z liderem trzy ważne albumy: Soul of Things (2002), Suspended Night (2004) i Lontano (2006).
Michał Miśkiewicz pochodzi z uzdolnionej muzycznie rodziny. Jego ojcem jest saksofonista Henryk Miśkiewicz, a siostrą wokalistka Dorota Miśkiewicz.
Zdobywca Fryderyka 2005 w kategorii jazzowy album roku za Trio z Marcinem Wasilewskim i Sławomirem Kurkiewiczem.

## Dyskografia
- Tomasz Stańko – Balladyna – Theatre Play Compositions (1994, Gowi)[5]
- Tomasz Stańko – Roberto Zucco (1995, Polonia Records)[6]
- Ptaszyn Wróblewski Sextet – Bielska Zadymka Jazzowa (2001, Jazz Forum)[7]
- Wojciech Majewski Quintet – Zamyślenie (2003, Sony Music)[8]
- Tomasz Stańko Quartet – Soul of Things (2002, ECM)[9]
- Tomasz Stańko Quartet – Suspended Night (2004, ECM)[10]
- Tomasz Stańko – Wolność w sierpniu (2005, Fire)[11]
- Tomasz Stańko Quartet – Lontano (2006, ECM)[12]
- Radek Nowicki Quartet – Live (2007, Jazz Forum Records)[13]
- Jan Ptaszyn Wróblewski Czwartet – Live In Hades (2008, Polonia Records)[14]
- Mateusz Smoczyński Quintet – Berek (2017, Universal Music Polska)[15]